# Station Schwedt (Oder)
Het station Schwedt (Oder) is een van de twee treinstations van de Duitse plaats Schwedt/Oder. Het station wordt bediend door treinen van DB Regio en de Niederbarnimer Eisenbahn. Het enige perronspoor van het station loopt hier dood aan de oostzijde. Hierdoor is dit station het eindpunt van alle treinen die er komen. Het is echter geen kopstation; enkele sporen die niet aan het perron liggen, lopen door naar een nabijgelegen industrieterrein.

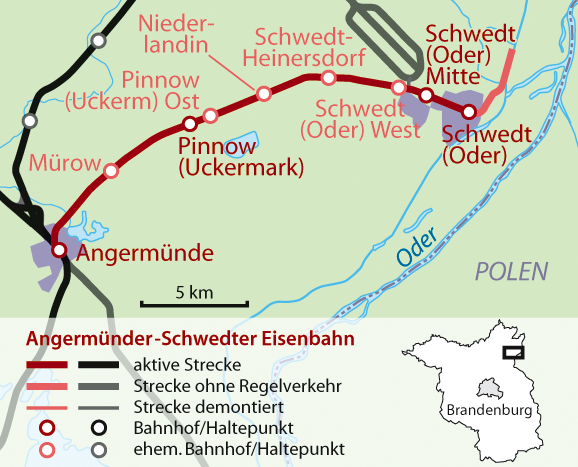
Trajectkaart spoorlijn Angermünde  - Schwedt

Het station werd geopend op 15 december 1873, tegelijk met de 23 km lange spoorlijn van Schwedt naar Angermünde.
In 2007 werd het stationsplein heringericht. In 2023 werd een P+R geopend.

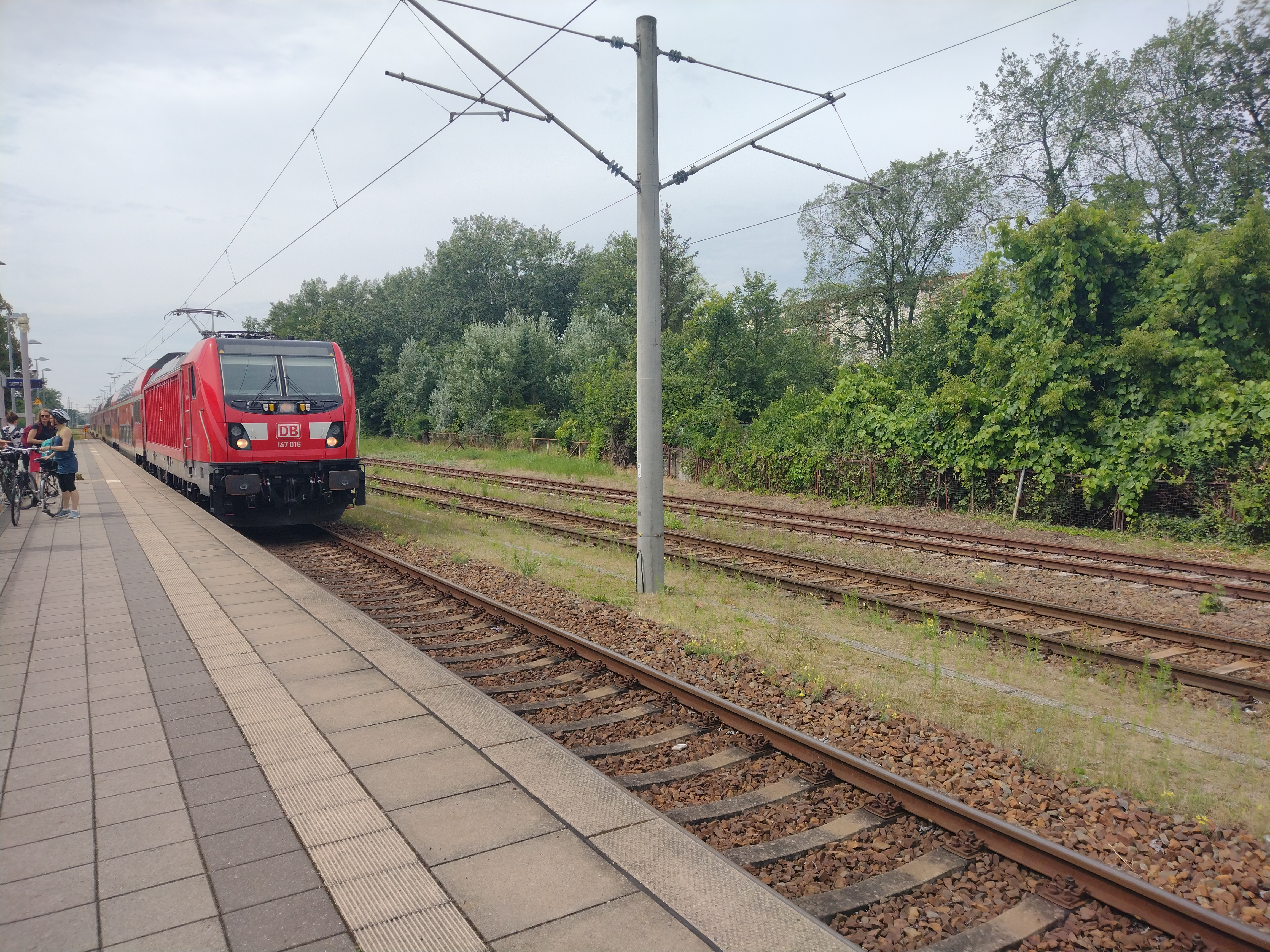
Dubbeldekstrein van DB Regio arriveert op het station